# Rybczynski-Theorem

Klassische Darstellung des Rybczynski-Theorems.

Das Rybczynski-Theorem wurde 1955 vom polnischen Ökonomen Tadeusz Rybczynski (1923–1998) in seinem Aufsatz Factor Endowments and Relative Commodity Prices veröffentlicht und baut auf den Annahmen des Heckscher-Ohlin-Theorems (nach Eli Heckscher und Bertil Ohlin) auf.
Es besagt, dass wenn sich bei einem konstanten internationalen Preisniveau nur ein Produktionsfaktor vermehrt, die Produktion desjenigen Gutes überproportional zunimmt, das diesen Faktor relativ intensiv nutzt. Die Produktion des anderen Gutes verringert sich dagegen absolut. Somit beschreibt es die ungleiche Wirkung von Ressourcenänderungen auf die Produktion in verschiedenen Sektoren.

## Herleitung im Heckscher-Ohlin-Modell
Im Rahmen des Heckscher-Ohlin-Modells und seinen Annahmen lässt sich der Effekt also herleiten, wenn
- es zu einer einseitigen Ressourcenausweitung in einem Box-Diagramm mit zwei Faktoren kommt (das heißt, ein Produktionsfaktor wird größer aufgrund von bspw. Zuwanderungen und Kapitalimporten)
- und die relativen Faktorpreise konstant bleiben.

Da nur ein Produktionsfaktor ausgeweitet wird, die relativen Faktorpreise aber konstant bleiben, kann man eine einseitige Erhöhung der Output-Menge desjenigen Gutes feststellen, das diesen Produktionsfaktor relativ intensiv nutzt. Aufgrund dieser Erhöhung der Gesamtfaktorausstattung erhöhen sich jedoch auch die Produktionsmöglichkeiten des anderen Sektors. Allerdings ist die Erhöhung der Produktion in dem Sektor, der den ausgeweiteten Produktionsfaktor stärker beansprucht, relativ zum anderen Sektor, welcher diesen Faktor weniger intensiv nutzt höher.
Aufgrund dessen verschiebt sich die Transformationskurve der Ressourcenallokationen also unverhältnismäßig stark in Richtung des Sektors, der die Ressourcen am meisten nutzt. Die Produktion desjenigen Gutes nimmt somit überproportional zu.
Dieser Effekt, der sogenannte Rybczynski-Effekt, wird als eine mögliche Erklärung für den Außenhandel gesehen.

## Annahmen des Rybczynski-Theorems
Zunächst gelten die Annahmen des Heckscher-Ohlin-Modells hinsichtlich Produktionsfaktoren, Arbeits- und Kapitalflexibilität, Produktions-Technologie und -funktionen, Skalenerträgen, Spezialisierung, Güterpreise und Internationaler Wettbewerb.
Zusätzlich werden für das Rybczynski-Theorem konstante Kosten für Produktionsfaktoren und Güter angenommen, sowie eine einseitige Ressourcenausweitungen in beiden Ländern: Während sich in dem arbeitsreichen Land der Produktionsfaktor Arbeit ausweitet, kommt es in dem kapitalreichen Land zu einer Ausweitung des Produktionsfaktors Kapital.

## Graphische Herleitung

Graphische Herleitung

Die graphische Herleitung des Rybczinsky-Effekts wird im Rahmen der sogenannten Edgeworth-Box deutlich. Diese entsteht durch zwei Koordinatensysteme. Zunächst wird das Koordinatensystem des Stahls erstellt, das an den beiden Achsen den Einsatz an Produktionsfaktoren abträgt, in diesem Fall Kapital auf der Abszisse (x-Achse) und Arbeit auf der Ordinate (y-Achse). Stahl gilt in diesem Beispiel als relativ kapitalintensiv. Der Graph verläuft demzufolge steil entlang der Ordinate. Der zweite Graph, der den Produktionsfaktoreinsatz von Textilien wiedergibt, wird um 180° gedreht und so platziert, dass der Ursprung {\displaystyle O_{T}} diagonal gegenüber zum ersten Ursprung {\displaystyle O_{S}} steht und somit eine Box entsteht. Textilien sind hierbei relativ arbeitsintensiv und der Graph verläuft relativ steil entlang der Abszisse. Die Graphen werden also jeweils nach dem Kapital-Arbeits-Verhältnis eingezeichnet.
Der Schnittpunkt {\displaystyle P_{1}} beider Graphen zeigt den notwendigen Einsatz der Produktionsfaktoren, der jeweils aufzubringen ist, um den derzeitigen Output zu erreichen. Die Breite der Box verdeutlicht die gesamte Menge an vorhandener Arbeit und die Höhe der Box die gesamte Menge an Kapital in der Volkswirtschaft. Um den Rybczinsky-Effekt zu erkennen, gilt hinsichtlich des Theorems die Annahme, dass die Menge des einen Produktionsfaktors steigt, wobei der andere gleichzeitig konstant bleibt. In diesem Beispiel wird davon ausgegangen, dass sich die Menge an Arbeit in der Volkswirtschaft erhöht. Demzufolge muss die Box in der Breite größer werden, sodass die Menge an Arbeit steigt, gleichzeitig die Menge an Kapital aber konstant bleibt. Es entsteht ein neuer Ursprung {\displaystyle O_{T'}} für den Graphen von Textilien. Von diesem aus muss der neue Graph parallel zum ursprünglichen Graphen angesetzt werden, da das Kapital-Arbeits-Verhältnis in der Produktion konstant bleibt. Folgerichtig entsteht auch ein neuer Schnittpunkt {\displaystyle P_{2}} beider Graphen.
Das Ergebnis und der Effekt kann nun von den zugehörigen Achsen abgelesen werden. Hinsichtlich des kapitalintensiven Gutes Stahl ist erkennbar, dass sowohl der Einsatz an Kapital als auch der Einsatz an Arbeit sinkt, woraus eine niedrigere Outputmenge resultiert. Folglich ist ein Anstieg des Arbeitseinsatzes und auch des Kapitaleinsatzes bei dem arbeitsintensiven Gut Textilien zu erkennen. Der Output von Textilien steigt absolut. Der Effekt wird durch die Edgeworth-Box also bestätigt, da bei Ausweitung eines Produktionsfaktors der Output desjenigen Gutes steigt, der den Produktionsfaktor relativ mehr nutzt. Gleichzeitig sinkt der Output des anderen Gutes.

## Graphisches Beispiel

Graphisches Beispiel des Rybczynski-Theorems

Der Rybczynski-Effekt beschreibt die Folgen bei der Veränderung eines Produktionsfaktors, währenddessen der andere konstant bleibt. Die Produktion desjenigen Gutes nimmt überproportional zu, wenn sie den einseitig vermehrten Produktionsfaktor verhältnismäßig intensiver nutzt. Dies wird im folgenden Beispiel verdeutlicht.
In der Abbildung sind zum einen Textilien dargestellt, welche arbeitsintensiv sind und zum anderen Stahl, welches kapitalintensiv ist. Der Graph von {\displaystyle T_{0}} beschreibt den Normalfall, wobei die Output Mengen ausgeglichen, bzw. gleich sind. An der Stelle, wo die Gerade des Preisverhältnisses den Graph {\displaystyle T_{0}} schneidet, stellt sich der dazugehörige Produktionspunkt {\displaystyle H_{0}} ein.
Durch die Erhöhung des Produktionsfaktors Arbeit verschiebt sich der Graph von {\displaystyle T_{0}} nach {\displaystyle T_{1}}. Dabei bleibt die Kapitalausstattung konstant. Durch diese Verschiebung steigen die Produktionsmöglichkeiten von den Textilien, während die Produktion von Stahl tendenziell zurückgeht. Bei einem konstanten Preisverhältnis ergibt sich dadurch ein neuer Produktionspunkt bei {\displaystyle H_{1}}.
Der Graph {\displaystyle T_{2}} beschreibt den umgekehrten Fall. Dabei wird der Kapitalstock erhöht, während der Produktionsfaktor Arbeit konstant bleibt. Der Graph verschiebt sich bei dieser Annahme von {\displaystyle T_{0}} nach {\displaystyle T_{2}}. Bei einem konstanten Produktionsverhältnis stellt sich der neue Produktionspunkt bei {\displaystyle H_{2}} ein. Daraus ergibt sich die Steigerung der Produktionsmöglichkeiten von Stahl und zugleich die Minderung der Produktionsmöglichkeiten von Textilien.

## Aussagen über Außenhandel
Im Rahmen des Heckscher-Ohlin-Modells lassen sich mit Hilfe des Rybczynski-Theorems Aussagen über den Außenhandel einer Volkswirtschaft und deren Wachstum (Die einseitige Faktormehrung stellt faktisch ein Wirtschaftswachstum dar) treffen.
Als Beispiel dient im Folgenden ein Land, welches im Ausgangszustand relativ reich mit dem Faktor Arbeit ausgestattet ist. Das Heckscher-Ohlin-Modell prognostiziert, dass dieses Land arbeitsintensive Güter exportiert und kapitalintensive Güter importiert. Bei einer einseitigen exogenen Ausweitung des Faktors Arbeit werden laut Rybczynski-Theorem die Produktion und somit auch der Export der arbeitsintensiven Güter (Textilien) steigen, wobei die Produktion der kapitalintensiven Güter sinkt. Folglich muss dieses Land vermehrt kapitalintensive Güter (Stahl) importieren. Es stellt sich somit ein stark positiver Handelseffekt ein. Wird hingegen der Kapitalstock exogen erhöht, so sinkt die Produktion des arbeitsintensiven Gutes (Exportprodukt) und die Produktion des kapitalintensiven Gutes (Importgut) steigt. Das Resultat ist ein stark negativer Handelseffekt.